# Префект анноны
Префе́кт анно́ны (лат. praefectus annonae) — римское должностное лицо, контролировавшее поставки пшеницы в Рим (см. Аннона).

## Из истории социально-экономического института
Во времена Республики префект анноны назначался в периоды нехватки пшеницы. В 440 году до н. э. урожай был мал (что связано с бунтом плебеев), и голод в Городе поставил народ на грани нового восстания. Это побудило консулярных трибунов избрать Луция Минуция префектом анноны.
В 7 году до н. э. полномочия префекта анноны взял на себя Октавиан Август. Наряду с префектом вигилов и префектом города, префект анноны являлся одним из должностных лиц, назначаемых императором и имевших большое влияние в правительстве города Рима. В начале I века префект анноны избирался исключительно из сословия всадников. Префект находился у власти на усмотрение императора (в частности, некий Гай Турраний пребывал на этом посту более 30 лет), а сама должность существовала до конца Римской империи.